# Tadeusz Manteuffel
Tadeusz Manteuffel hay còn gọi là Tadeusz Manteuffel-Szoege (sinh năm 1902 – mất năm 1970) là một nhà sử học người Ba Lan. Ông chuyên về lịch sử thời Trung cổ của Châu Âu.
Tadeusz Manteuffel sinh tại Rēzekne, Thủ phủ Vitebsk, Đế quốc Nga (nay là Latvia). Ông có hai em trai tên là Leon Manteuffel-Szoege và Edward Manteuffel-Szoege. Ông bị mất tay phải khi tham gia bảo vệ Warsaw trong Chiến tranh Ba Lan-Liên Xô năm 1920. Tadeusz Manteuffel nghiên cứu lịch sử thời Trung cổ của Ba Lan, Pháp và Ý. Ông giảng dạy tại Đại học Warsaw và trở thành một nhà trung cổ học nổi tiếng trước năm 1939.
Trong Chiến tranh thế giới thứ hai, Tadeusz Manteuffel là một nhà hoạt động trong phân bộ giáo dục và thông tin (Biuro Informacji i Propagandy Armii Krajowej) của Mật Chính Ba Lan ở Ba Lan bị Đức chiếm đóng. Ông cộng tác viết bài và biên tập nhiều bài báo và tờ rơi bí mật. (Wiadomości Polskie)  Từ năm 1940 đến năm 1944, ông bí mật tổ chức nhiều hội thảo về lịch sử tại Đại học Warsaw dù lúc bấy giờ hoạt động này bị xếp là phi pháp.
Sau chiến tranh, Tadeusz Manteuffel tích cực xây dựng lại Đại học Warsaw. Tại đây, ông thành lập Viện Lịch sử và một thư viện bên trong. Trong các năm 1950-1953, ông lãnh đạo Hội Lịch sử Ba Lan và đồng sáng lập Viện Hàn lâm Khoa học Ba Lan. Ông cũng thành lập và lãnh đạo Viện Lịch sử trực thuộc Viện Hàn lâm Khoa học Ba Lan, viện này về sau được đặt theo tên ông.

## Tác phẩm
Tadeusz Manteuffel là học trò và là bạn của Marceli Handelsman. Ông đã cống hiến cả đời cho nghiên cứu lịch sử - ở các vị trí là sinh viên, giáo viên, học giả và nhà hoạt động. Ông ủng hộ việc tạo và làm rõ các quy tắc đạo đức của sử gia, cảnh báo về những nguy cơ của việc hiểu sai và làm sai lệch lịch sử. Ông chuyên về lịch sử thời Trung cổ của Châu Âu, lịch sử chính trị, lịch sử phong trào xã hội và kết cấu văn hóa.
Tadeusz Manteuffel là tác giả của nhiều bài báo và sách, bao gồm Narodziny herezji (The Birth of Heresy) và Historia Powszechna. Średniowiecze (Universal History: The Medieval Period), Polska w okresie prawa książęcego 963-1194 (The Formation of the Polish State: The Period of Ducal Rule, 963-1194).
Học trò của ông là Edward Potkowski.

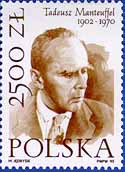
tem bưu chính 2.500 złoty Ba Lan, phát hành năm 1992, kỷ niệm 90 năm ngày sinh của Tadeusz Manteuffel